# 阿拉梅達 (新墨西哥州)
阿拉梅達（英語：Alameda）是位於美國新墨西哥州伯納利歐縣的非建制地區。

## 歷史
阿拉梅達的郵局於1866年設立，其後於1960年停運。

## 地理
阿拉梅達所處的海拔為高於海平面1525米（即5003英呎），而該地所採用的時區為UTC-7，即北美山地时区（MST）。同時該地設有夏令時間，為UTC-7調快一小時，即UTC-6（MDT）。